# Ischalea spinipes
Ischalea spinipes là một loài nhện trong họ Stiphidiidae.
Loài này thuộc chi Ischalea. Ischalea spinipes được Ludwig Carl Christian Koch miêu tả năm 1872.